# Andreas Spickhoff
Andreas Spickhoff (* 19. April 1962 in Wuppertal) ist ein deutscher Rechtswissenschaftler und ordentlicher Professor für Bürgerliches Recht und Medizinrecht an der Ludwig-Maximilians-Universität München.

## Leben
Spickhoff begann das Studium der Rechtswissenschaften 1981 an der Juristischen Fakultät der Universität Bielefeld und war dort als studentischer Mitarbeiter am Lehrstuhl von Hans-Jürgen Papier tätig. 1985 wechselte er an die Georg-August-Universität Göttingen und setzte seine Tätigkeit zunächst als studentische, später wissenschaftliche Hilfskraft in der Abteilung für internationales und ausländisches Privatrecht bei Erwin Deutsch fort. Sein erstes Staatsexamen absolvierte er 1986 in Göttingen. Dem folgte eine Promotion zum Thema „Der ordre public im internationalen Privatrecht“ 1988. 1990 legte er dann das Zweite Staatsexamen am OLG Celle ab. Von 1991 bis 1996 arbeitete er als wissenschaftlicher Assistent an der Juristischen Fakultät in Göttingen und beteiligte sich auch an der Wiedereröffnung der Juristischen Fakultät der Martin-Luther-Universität Halle-Wittenberg.
Nach der Habilitation 1996 in Göttingen hatte er von 1996 bis 2000 einen Lehrstuhl für Bürgerliches Recht, Zivilprozessrecht, Internationales Privatrecht und Rechtsvergleichung an der Friedrich-Schiller-Universität Jena inne. 2000 erhielt er den Lehrstuhl für Bürgerliches Recht, Internationales Privatrecht sowie Zivilprozessrecht an der Universität Regensburg. Nachdem Spickhoff 2004 einen Ruf an die Eberhard-Karls-Universität Tübingen abgelehnt hatte, wurde er zum Wintersemester 2009/2010 an die Georg-August-Universität Göttingen berufen, wo er den Lehrstuhl für Bürgerliches Recht, Medizinrecht, Internationales Privatrecht und Rechtsvergleichung übernahm. Von September 2010 bis September 2012 war Spickhoff geschäftsführender Direktor des Zentrums für Medizinrecht in Göttingen sowie Dekan der Juristischen Fakultät. Ab November 2012 betätigte er sich als geschäftsführender Leiter des neu gegründeten Instituts für Notarrecht. Darüber hinaus war Spickhoff ab April 2013 Vizepräsident des Landesjustizprüfungsamtes Niedersachsen. und ab März 2014 Mitglied der Ethik-Kommission der Universitätsmedizin Göttingen. Seit März 2015 hat Spickhoff den Lehrstuhl für Bürgerliches Recht und Medizinrecht der Ludwig-Maximilians-Universität München inne. Seit 2012 ist er ordentliches Mitglied der Akademie der Wissenschaften zu Göttingen.
Spickhoff ist Mitglied mehrerer wissenschaftlicher Vereinigungen, wie dem Deutschen Rat für Internationales Privatrecht, der Deutschen Gesellschaft für Internationales Recht (früher: Deutsche Gesellschaft für Völkerrecht), der Gesellschaft für Rechtsvergleichung, der Vereinigung für Internationales Verfahrensrecht, der Zivilrechtslehrervereinigung, der Zivilprozessrechtslehrervereinigung, der  Vereinigung der Medizinrechtslehrerinnen und Medizinrechtslehrer, dem Arbeitskreis Ärzte und Juristen in der Arbeitsgemeinschaft der Wissenschaftlichen Medizinischen Fachgesellschaften und dem Arbeitskreis Ärzte und Juristen der Deutschen Gesellschaft für Gynäkologie und Geburtshilfe.
Andreas Spickhoff ist verheiratet und hat vier Kinder.

## Schriften (Auswahl)
- Der ordre public im internationalen Privatrecht. Entwicklung – Struktur – Konkretisierung (= Arbeiten zur Rechtsvergleichung. Band 143). Metzner, Neuwied/Frankfurt am Main 1989 (Dissertation, Universität Göttingen, 1988/89).
- Gesetzesverstoß und Haftung. Heymanns, Köln/Berlin/Bonn/München 1998 (aktualisierte Habilitationsschrift, Universität Göttingen, 1996).
- mit Erwin Deutsch: Medizinrecht, Arztrecht, Arzneimittelrecht, Medizinprodukterecht und Transfusionsrecht. 5. Auflage. Springer, Berlin/Heidelberg/New York u. a. 2003; 7. Auflage 2014.
- (Hrsg.) Medizinrecht (= Beck’sche Kurz-Kommentare. Bd. 64). Beck, München 2011; 2. Auflage 2014.